# مسابقات قهرمانی تکواندو جهان ۲۰۰۳
مسابقات قهرمانی تکواندو جهان ۲۰۰۳، شانزدهمین دورهٔ مسابقات قهرمانی تکواندو جهان می‌باشد که از ۲۴ تا ۲۸ سپتامبر با شرکت ۸۳۰ ورزشکار شامل ۵۰۲ مرد و ۳۲۸ زن، از ۱۰۰ کشور در گارمیش-پارتنکیرشن، آلمان برگزار گردید.

## خلاصه مدال‌ها

### مردان
| رویداد | طلا                               | نقره                            | برنز                               |
| ۵۴− ک‌گ | چوی یئون-هو · کرهٔ جنوبی           | Paul Green · بریتانیای کبیر     | Zahid Mammadov · آذربایجان         |
| ۵۴− ک‌گ | چوی یئون-هو · کرهٔ جنوبی           | Paul Green · بریتانیای کبیر     | روبرتو کروز · فیلیپین              |
| ۵۸− ک‌گ | چو مو-ین · تایوان                 | بهزاد خداداد · ایران            | Ko Seok-hwa · کرهٔ جنوبی            |
| ۵۸− ک‌گ | چو مو-ین · تایوان                 | بهزاد خداداد · ایران            | Tim Thackrey · ایالات متحده آمریکا |
| ۶۲− ک‌گ | هوانگ چی هسیونگ · تایوان          | Omar Badia · اسپانیا            | Peter López · ایالات متحده آمریکا  |
| ۶۲− ک‌گ | هوانگ چی هسیونگ · تایوان          | Omar Badia · اسپانیا            | امید غلام‌زاده · ایران              |
| ۶۷− ک‌گ | Kang Nam-won · کرهٔ جنوبی          | مارک لوپز · ایالات متحده آمریکا | Erdal Aylanc · آلمان               |
| ۶۷− ک‌گ | Kang Nam-won · کرهٔ جنوبی          | مارک لوپز · ایالات متحده آمریکا | Niyamaddin Pashayev · آذربایجان    |
| ۷۲− ک‌گ | Kim Kyo-sik · کرهٔ جنوبی           | هادی ساعی · ایران               | راشد احمدف · آذربایجان             |
| ۷۲− ک‌گ | Kim Kyo-sik · کرهٔ جنوبی           | هادی ساعی · ایران               | Tuncay Çalışkan · اتریش            |
| ۷۸− ک‌گ | استیون لوپز · ایالات متحده آمریکا | Mohamed Ebnoutalib · آلمان      | Rosendo Alonso · اسپانیا           |
| ۷۸− ک‌گ | استیون لوپز · ایالات متحده آمریکا | Mohamed Ebnoutalib · آلمان      | Oh Seon-taek · کرهٔ جنوبی           |
| ۸۴− ک‌گ | یوسف کرمی · ایران                 | Mickaël Borot · فرانسه          | بحری تانریکولو · ترکیه             |
| ۸۴− ک‌گ | یوسف کرمی · ایران                 | Mickaël Borot · فرانسه          | Tavakkul Bayramov · آذربایجان      |
| ۸۴+ ک‌گ | مرتضی رستمی · ایران               | زاکاریا اسیداه · دانمارک        | Mici Kuzmanović · کرواسی           |
| ۸۴+ ک‌گ | مرتضی رستمی · ایران               | زاکاریا اسیداه · دانمارک        | Lin Wen-cheng · تایوان             |

### زنان
| رویداد | طلا                                | نقره                               | برنز                                |
| ۴۷− ک‌گ | بریژیت یاگو · اسپانیا              | Wang Ying · چین                    | Thucuc Pham · آلمان                 |
| ۴۷− ک‌گ | بریژیت یاگو · اسپانیا              | Wang Ying · چین                    | دالیا کنترراس · ونزوئلا             |
| ۵۱− ک‌گ | Lee Ji-hye · کرهٔ جنوبی             | یانلیس لابرادا · کوبا              | Elisha Voren · ایالات متحده آمریکا  |
| ۵۱− ک‌گ | Lee Ji-hye · کرهٔ جنوبی             | یانلیس لابرادا · کوبا              | یاوواپا بوراپولچای · تایلند         |
| ۵۵− ک‌گ | Ha Jeong-yeon · کرهٔ جنوبی          | Taylor Stone · ایالات متحده آمریکا | Nootcharin Sukkhongdumnoen · تایلند |
| ۵۵− ک‌گ | Ha Jeong-yeon · کرهٔ جنوبی          | Taylor Stone · ایالات متحده آمریکا | Véronique St-Jacques · کانادا       |
| ۵۹− ک‌گ | Areti Athanasopoulou · یونان       | ایریدیا سالازار · مکزیک            | Sonia Reyes · اسپانیا               |
| ۵۹− ک‌گ | Areti Athanasopoulou · یونان       | ایریدیا سالازار · مکزیک            | Lise Hjortshøj · دانمارک            |
| ۶۳− ک‌گ | Kim Yeon-ji · کرهٔ جنوبی            | کارین سرگری · کانادا               | Tina Morgan · استرالیا              |
| ۶۳− ک‌گ | Kim Yeon-ji · کرهٔ جنوبی            | کارین سرگری · کانادا               | Yuliya Sukhavitskaya · بلاروس       |
| ۶۷− ک‌گ | لی سون-هی (تکواندوکار) · کرهٔ جنوبی | ساندرا ساریک · کرواسی              | Liya Nurkina · قزاقستان             |
| ۶۷− ک‌گ | لی سون-هی (تکواندوکار) · کرهٔ جنوبی | ساندرا ساریک · کرواسی              | Elisavet Mystakidou · یونان         |
| ۷۲− ک‌گ | لو وی (تکواندوکار) · چین           | میریام باورل · فرانسه              | Mounia Bourguigue · مراکش           |
| ۷۲− ک‌گ | لو وی (تکواندوکار) · چین           | میریام باورل · فرانسه              | Aitziber Los Arcos · اسپانیا        |
| ۷۲+ ک‌گ | Youn Hyun-jung · کرهٔ جنوبی         | Nataša Vezmar · کرواسی             | چن ژونگ · چین                       |
| ۷۲+ ک‌گ | Youn Hyun-jung · کرهٔ جنوبی         | Nataša Vezmar · کرواسی             | Kyriaki Kouvari · یونان             |

## جدول مدال‌ها
| رتبه            | کشور                | طلا | نقره | برنز | مجموع |
| --------------- | ------------------- | --- | ---- | ---- | ----- |
| ۱               | کرهٔ جنوبی           | ۸   | ۰    | ۲    | ۱۰    |
| ۲               | ایران               | ۲   | ۲    | ۱    | ۵     |
| ۳               | تایوان              | ۲   | ۰    | ۱    | ۳     |
| ۴               | ایالات متحده آمریکا | ۱   | ۲    | ۳    | ۶     |
| ۵               | اسپانیا             | ۱   | ۱    | ۳    | ۵     |
| ۶               | چین                 | ۱   | ۱    | ۱    | ۳     |
| ۷               | یونان               | ۱   | ۰    | ۲    | ۳     |
| ۸               | کرواسی              | ۰   | ۲    | ۱    | ۳     |
| ۹               | فرانسه              | ۰   | ۲    | ۰    | ۲     |
| ۱۰              | آلمان               | ۰   | ۱    | ۲    | ۳     |
| ۱۱              | دانمارک             | ۰   | ۱    | ۱    | ۲     |
| ۱۱              | کانادا              | ۰   | ۱    | ۱    | ۲     |
| ۱۳              | بریتانیای کبیر      | ۰   | ۱    | ۰    | ۱     |
| ۱۳              | مکزیک               | ۰   | ۱    | ۰    | ۱     |
| ۱۳              | کوبا                | ۰   | ۱    | ۰    | ۱     |
| ۱۶              | آذربایجان           | ۰   | ۰    | ۴    | ۴     |
| ۱۷              | تایلند              | ۰   | ۰    | ۲    | ۲     |
| ۱۸              | اتریش               | ۰   | ۰    | ۱    | ۱     |
| ۱۸              | استرالیا            | ۰   | ۰    | ۱    | ۱     |
| ۱۸              | بلاروس              | ۰   | ۰    | ۱    | ۱     |
| ۱۸              | ترکیه               | ۰   | ۰    | ۱    | ۱     |
| ۱۸              | فیلیپین             | ۰   | ۰    | ۱    | ۱     |
| ۱۸              | قزاقستان            | ۰   | ۰    | ۱    | ۱     |
| ۱۸              | مراکش               | ۰   | ۰    | ۱    | ۱     |
| ۱۸              | ونزوئلا             | ۰   | ۰    | ۱    | ۱     |
| مجموع (۲۵ کشور) | مجموع (۲۵ کشور)     | ۱۶  | ۱۶   | ۳۲   | ۶۴    |

## رده‌بندی تیمی
| رتبه | تیم                 | امتیازات |
| ---- | ------------------- | -------- |
| ۱    | کرهٔ جنوبی           | ۶۸       |
| ۲    | ایران               | ۶۲       |
| ۳    | تایوان              | ۴۸       |
| ۴    | ایالات متحده آمریکا | ۴۷       |
| ۵    | جمهوری آذربایجان    | ۳۶       |
| ۶    | آلمان               | ۳۳       |
| ۷    | فرانسه              | ۳۲       |
| ۸    | اسپانیا             | ۳۱       |
| ۹    | روسیه               | ۲۶       |
| ۱۰   | ترکیه               | ۲۵       |

| رتبه | تیم                 | امتیازات |
| ---- | ------------------- | -------- |
| ۱    | کرهٔ جنوبی           | ۷۹       |
| ۲    | چین                 | ۴۰       |
| ۳    | اسپانیا             | ۳۷       |
| ۴    | یونان               | ۳۵       |
| ۵    | کرواسی              | ۳۴       |
| ۶    | ایالات متحده آمریکا | ۳۱       |
| ۷    | آلمان               | ۳۰       |
| ۸    | کانادا              | ۲۹       |
| ۹    | مکزیک               | ۲۵       |
| ۱۰   | استرالیا            | ۲۲       |